# Edith Welinder
Edith Gunhild Welinder, född 20 juni 1897 i Uppsala, död 25 juli 1965 i Stockholm, var en svensk målare, tecknare, skulptör, teckningslärare och konsthantverkare. 
Hon var dotter till kyrkoadjunkten Nils Johan Welinder och Emma Adella (Della) Nelson. Welinder studerade vid Högre konstindustriella skolan i Stockholm och för Rudolf von Larisch i Wien och Paris samt genom självstudier under resor till Tyskland, Italien och Belgien. Hon tilldelades ett stipendium från Svenska slöjdföreningen 1925. Efter sina studier arbetade hon som teckningslärare i Saltsjöbaden 1924–1962 samtidigt gjorde hon sig känd som en skicklig målare och bokkonstnär där flera av hennes bokomslag uppmärksammades. Hennes bildkonst består huvudsakligen av landskapsskildringar och som konsthantverkare och skulptör utförde hon mindre skulpturer i renhorn, ben och andra fasta material samt smycken och hyllningsadresser. Separat ställde hon bland annat ut i Stockholm 1941, Philadelphia, Chicago och Rockford i Illinois 1946 och ett par gånger på Konsthantverkarna i Stockholm. Tillsammans med Asta Witkowsky ställde hon ut i Kiruna 1948. Hon var representerad i utställningen av nordiska exlibris som visades på Nordiska museet 1948 och utställningen Nyttokonstnärerna som visades på Nationalmuseum 1949 samt Konsthantverkarnas gilles utställning på Liljevalchs konsthall 1956. Hon medverkade i ett flertal konsthantverksutställningar i Göteborg, Uppsala, Gävle, Luleå, Stockholm och Paris. Bland hennes offentliga arbeten märks medaljongen på Margaretaklockan i Stockholms storkyrka. Welinder är representerad med bokband vid Nationalmuseum i Stockholm. Hon är begravd på Norra begravningsplatsen utanför Stockholm.